# Sinningia striata
Sinningia striata là một loài thực vật có hoa trong họ Tai voi. Loài này được (Fritsch) Chautems miêu tả khoa học đầu tiên năm 1995.